# 明るい未来
明るい未来（あかるいみらい、アイスランド語: Björt framtíð）は、アイスランドの政党。2013年の総選挙で、進歩党に所属していたグドムンドゥル・ステイングリムソンと、社会民主同盟に所属していたロバート・マーシャルが合流し、結果として6議席を獲得した。政策は、EU加盟賛成、ユーロ導入賛成。欧州自由民主同盟に加盟している。